# Borzysław, Tỉnh West Pomeranian
Borzysław [bɔˈʐɨswaf] (tiếng Đức: Burzlaff)  là một ngôi làng thuộc khu hành chính của Gmina Tychowo, thuộc quận Białogard, West Pomeranian Voivodeship, ở phía tây bắc Ba Lan. Nó nằm khoảng 4 kilômét (2 mi)   phía tây Tychowo, 17 km (11 mi) về phía đông nam của Białogard và 121 km (75 mi) về phía đông bắc của thủ đô khu vực Szczecin.